# Дашевський Лев Наумович
Лев Наумович Дашевський (нар. 28 січня 1916, Київ — пом. 17 травня 1988, Київ) — український кібернетик, один з творців першої у континентальній Європі електронно-обчислювальної машини «МЕСМ», лауреат Премії АН України імені С. О. Лебедєва (1991, посмертно).

## Коротка біографія
Л. Дашевський народився в Києві, закінчив Київський політехнічний інститут у 1939 році. Брав участь у Німецько-радянській війні як начальник радіовузлів, пізніше як помічник начальника відділу радіослужби управління зв'язку 4-го Украінського фронту, мав бойові нагороди. З 1946 р. працював у Києві в установах АН УРСР: 1947–51 — заступник завідувача лабораторії обчислювальної техніки Інституту електротехніки, 1951–57 — старший науковий співробітник цієї ж лабораторії, яка в 1953 була переведена переведена до Інституту математики, 1957–58 — завідувач відділу експлуатації цифрових обчислювальних машин Обчислювального центру (створений 1957 на базі лабораторії обчислювальної техніки Інституту математики), 1958–81 — завідувач відділу автоматизації Інституту газу. Під керівництвом академіка С. Лебедєва брав участь у розробленні та налагодженні основних пристроїв першої у континентальній Європі Малої електронно-лічильної машини (1948–50). Головний конструктор першої в Україні швидкодіючої цифрової електронної обчислювальної машини «Київ» (1957).